# إكويك
منظمة إكويك "Εβδομάδα Οικολογίας باليونانية" هي منظمة دولية خاصة غير حكومية لا تهدف للربح، وتهدف إلى تمكين وتعليم وتدريب الشباب المهنيين- المهندسين المعماريين والمصممين والمهندسين ومهندسي تخطيط المدن- في مجالات التنمية المستدامة والتدخلات الميدانية وتيسير العمل واتخاذ الإجراءات من خلال العمل الميداني وورش العمل والتعليم والتدريب ومن خلال التعاون مع السلطات المحلية والمنظمات والقادة أيضا.

## المهمة
تتمثل مهمة إكويك في زيادة الوعي البيئي والوعي بقضايا التغير المناخي وتعزيز مبادئ الاستدامة.